# B'dg
B'dg (se pronuncia como la palabra inglesa badge) es un personaje de cómic Green Lantern de DC Comics. Fue creado por Geoff Johns y su primera aparición fue en Green Lantern (vol. 4) N.º 4 (octubre de 2005). También aparece en el primer número de Green Lantern Corps: Recharge (noviembre de 2005).

## Historia
B'dg es una especie de ardilla antropomórfica del planeta H'lven y un miembro bajo entrenamiento de los Green Lantern Corps. Al no haber terminado todavía su entrenamiento, aún no ha aprendido cómo superar la incapacidad de su anillo de poder sobre el color amarillo, ni tampoco conoce la naturaleza de la "Impureza Amarilla". Él, al igual que muchos otros reclutas, supuso que había algo "malo" con su anillo. B'dg es el Linterna Verde del Sector Espacial 1014, el mismo sector que fue responsabilidad de Ch'p.
B'dg y varios de sus camaradas conocieron a Hal Jordan cuando este visitó Oa poco después de su reencarnación. Jordan se sorprendió del hecho que estos nuevos reclutas no supieran nada de su pasado tan cuestionable. Irónicamente, B'dg y sus amigos parecían saber bastante sobre la Tierra. B'dg se sorprendió al ver que alguien de un planeta tan primitivo sea un Linterna Verde y realizó un comentario acerca de la fealdad de los humanos. Sobre todo, pareció especialmente divertido cuando Kilowog bromeó diciendo que Jordan no sólo era patéticamente humano, sino que además era estadounidense.
Cuando la Spider Guild atacó el sol de Oa, B'dg y el resto de los reclutas entraron en acción para rechazar a los invasores. Los reclutas estaban obstaculizados por su incapacida para afectar a las naves de ataque de la Spider Guild ya que estas eran amarillas. Sin embargo, en medio de la batalla, y bajo la instrucción de Guy Gardner (cómic), Kyle Rayner y otros miembros experimentados de los Corps, B'dg tuvo el agrado de descubrir que podía superar la debilidad de su anillo y, junto a sus compañeros, ayudó a derrotar a las arañas y enviarlas de regreso al Sistema Vega.
Aunque su papel en la batalla fue incidental, B'dg fue uno de los Green Lanterns que defendieron Oa de Superboy Prime.
Ya en Green Lantern Corps N.º 1 (junio de 2006), que ocurre un año después, B'dg ha sido ascendido a Linterna Verde luego de haber concluido su entrenamiento. Se lo puede ver en Oa disfrutando de la cuestionable cocina de la cantina Nivel 3006.